# 南沙也香
南沙也香（1986年12月17日—），日本山形縣人，2006年以花川姬里（花川ひらり）的名字首次亮相荧屏。血型：A型、身高：161cm、三围：B101 W60 H90、兴趣爱好：购物。
2007年改名为南沙也香，屬於ロゼオプロモーション事務所。2009年1月15日停止作品发表。2010年改名为有澤莉紗（有沢りさ）正式复出